# Percut
Percut is een bestuurslaag in het regentschap Deli Serdang van de provincie Noord-Sumatra, Indonesië. Percut telt 13.440 inwoners (volkstelling 2010).